# Folkwin Wendland
Folkwin Reimar Ruthardt Wendland (* 1910 in Gröben bei Ludwigsfelde; † 2006) war ein deutscher Gärtner, Gartenarchitekt und Gartenhistoriker.

## Leben und Wirken
Der gelernte Gärtner war beruflich als Architekt an der Projektierung von Stadtgrün in Ost-Berlin beteiligt. Er lebte in Berlin-Friedrichsfelde und war als Gartenhistoriker an mehreren Projekten zur Rekonstruktion historischer Gärten in Berlin und Brandenburg beteiligt.

## Schriften (Auswahl)
- (Mitautor): Der Berliner Tiergarten, Vergangenheit und Zukunft. Berlin 1986.
- Berlins Gärten und Parke von der Gründung der Stadt bis zum ausgehenden neunzehnten Jahrhundert, 1979.
- Der Große Tiergarten in Berlin. 1993.
- (mit Folkwart Wendland): Gärten und Parke in Brandenburg. Band 1 bis 5, Lukas Verlag, Berlin 2015.
- Meine Lebenserinnerungen. [Berlin] o. J.